# Florencio Sánchez
Florencio Sánchez (Montevideo, 17 de enero de 1875- Milán, Italia, 8 de noviembre de 1910) fue un escritor uruguayo cuya producción artística se desarrolló entre Argentina y Uruguay.

## Biografía
Florencio Sánchez fue un destacado dramaturgo uruguayo nacido el 17 de enero de 1875 y fallecido el 7 de noviembre de 1910. Reconocido por sus obras teatrales realistas y críticas sociales, Sánchez abordó temas como la desigualdad, la corrupción y las tensiones de la sociedad de su tiempo. Entre sus obras más conocidas se encuentran "Canillita" y "Barranca abajo". Su legado perdura en la literatura y el teatro latinoamericano.
En 1897, al estallar la guerra civil en Uruguay, se incorporó a las filas de Aparicio Saravia en seguimiento de la tradición partidaria de su familia, ocasión en que mantuvo contacto con algunas destacadas personalidades de la intelectualidad, como Eduardo Acevedo Díaz. Consternado por el clima que rodeaba al alzamiento, desertó y pasó a Brasil. De este período surgirá su desencanto por las posturas políticas tradicionales, reflejado en sus Cartas de un flojo, y comienza su activa militancia en el anarquismo. Escribió en La Protesta y en la revista El Sol, dirigida por Alberto Ghiraldo. Sus obras Ladrones y Puertas Adentro se inscriben dentro del modelo anarquista.
En Montevideo ingresó en el Centro Internacional de Estudios Sociales (principal local anarquista de la ciudad, cuyo lema era: «El individuo libre en la comunidad libre»). Florencio se involucra activamente en el Centro Internacional, dando varias conferencias, leyendo sus Cartas de un flojo, declarándose anarquista, compartiendo la tribuna tanto con Pietro Gori, como con Pascual Guaglianone, un joven argentino que impactado por el ejemplo de Gori daba conferencias por toda la ciudad. Allí Florencio se desempeña como bibliotecario de la recientemente inaugurada Biblioteca Obrera, colabora con algún texto con el periódico del Centro, Tribuna Libertaria. Crea un cuadro filodramático, junto con Edmundo Bianchi y Eulogio Peyrot, donde pretenden extender la arenga, el discurso libertario, por vías de comunicación más entretenidas. La experiencia es un éxito y de allí nacen obras de Florencio que se presentan hasta el día de hoy como ser Puertas adentro o Ladrones y Pilletes, que un tanto modificadas son lo que hoy conocemos como Canillita. Además del Centro Internacional, Florencio frecuenta la librería Moderna de Orsini Bertani, un anarquista que le editó sus primeras obras a Rafael Barret, Ángel Falco o Ernesto Herrera, entre otros tantos, y frecuenta muy especialmente el Polo Bamba, un café ubicado frente a la plaza independencia que era el principal lugar de reunión de los anarquistas junto al Centro Internacional.
Será también Florencio el principal impulsor de un proyecto que tardó un par de meses en concretarse: la edición de un diario anarquista, El Trabajo, que constituirá el primer diario anarquista del Uruguay.
Mientras tanto, las conferencias se sucedían: entre diciembre de 1900 y mayo de 1901 Florencio dio al menos siete conferencias en el Centro Internacional. El asunto molestó tanto al jefe de policía que se ordenó detenerlo. Prófugo de la policía se fue rumbo a Rosario (Argentina).
En Rosario fue secretario de redacción de La República, publicación dirigida por Lisandro de la Torre. Fue aquí donde publicó sus primeras notas de carácter político y social. En ellas aparecía el realismo crítico y mordaz que caracterizó a su producción teatral. Florencio se involucra con el movimiento obrero y anarquista local, frecuenta la Casa del Pueblo, principal centro de agitación, y cuando estalla la huelga de la refinería de Azúcar, principal centro industrial de la provincia, se pone al servicio de la misma. Las páginas de La República se ponen al servicio del conflicto, Florencio es delegado del Comité de Huelga y redacta, por ejemplo, un comunicado de la misma fechado en octubre de 1901. Participa también, de las manifestaciones del 1 de mayo de 1902 en primera línea junto a la célebre anarquista Virginia Bolten.
Pero su situación laboral se complicó cuando los trabajadores de La República entraron en huelga y él ―su director― se adhirió también a la misma. Posteriormente funda un periódico junto a otros colegas llamado La Época, también escribe una nueva obra teatral llamada La gente honesta, donde se burla de un personaje del Gobierno que es a su vez su antiguo jefe y dueño de La República. Para el día del estreno el Sr. Schniffer ―que era el dueño de La República― logra hacer suspender la obra, y la policía la prohíbe. Florencio es perseguido y apaleado en plena calle, mientras los ejemplares de La Época que anunciaban el texto de la obra prohibida se venden como pan caliente. Fue necesario sancionar una ley de censura para hacerlos dejar de circular.
Así se va Florencio de Rosario rumbo a Buenos Aires, donde tras una importante huelga se impone la Ley de Residencia una ley antianarquista que permite echar del país a todo extranjero que se crea inconveniente, la Federación Obrera Regional Argentina, de tendencia anarquista responde con la huelga general, mientras que el gobierno decreta el Estado de Sitio y la censura. Ante esto La Protesta, principal vocero del anarquismo porteño es asaltada y prohibida. Florencio Sánchez junto a otros compañeros logran sacarla clandestinamente, cada noche en una imprenta diferente y sorteando la represión para hacerla distribuir. También se encarga Florencio de la redacción de un suplemento especial que saca la revista El Sol, dirigida por Alberto Ghiraldo para hacerle frente a la represión.
Luego de esto, se considera que Florencio se aleja del anarquismo. Sin embargo, siguió vinculado al círculo de amistades e intelectuales vinculados con el anarquismo ―es decir que no lo consideraron un desertor―. Siguió participando de los mítines obreros, como por ejemplo hay relatos de que se lo vio en el local de La Protesta el 1 de mayo de 1904. Continuó tratando en todas sus obras problemáticas y contradicciones sociales de las que el anarquismo siempre había hecho énfasis. Y finalmente, en 1909 cuando su fama estaba totalmente consagrada (y su vida a poco de concluir) tras la brutal represión del 1 de mayo de 1909 tomó nuevamente a cargo la redacción del diario anarquista La Protesta, nuevamente prohibido y clandestino.
En 1903 escribe M'hijo el dotor, que se estrena con gran éxito en Buenos Aires. El 25 de septiembre de 1903 se casó con Catalina Raventos y sus padrinos fueron José Ingenieros y Joaquín de Vedia. También en 1903 escribió el sainete La gente honesta y su primera obra teatral Canillita, que se representó por una compañía española de zarzuelas. Solidario con los obreros gráficos en huelga, pierde el empleo. A su vez la policía impide el estreno de La gente honesta. Sin embargo, Sánchez no declina su compromiso ideológico.

Entierro de Florencio Sánchez, tras la repatriación de sus restos desde Italia. Explanada del Teatro Solís.

En 1906, Sánchez se instala en La Plata, donde trabajó en la Oficina de identificación Antropométrica, que había sido fundada por el policía Juan Vucetich. Apasionado observador, Sánchez tuvo como temas preferidos para sus obras de teatro la vida proletaria, la familia, el conventillo, los inmigrantes, representó diversos tipos sociales en ambas orillas del Río de la Plata, mostrando miserias y esperanzas del mundo del trabajo a través de la vida cotidiana de sus personajes.
El 25 de septiembre de 1909 embarcó hacia Europa en el barco italiano «Príncipe di Udine» como a comisionado oficial del presidente uruguayo, Claudio Williman, para informar sobre la conveniencia o no de que el gobierno uruguayo participara en una proyectada exposición artística en Roma, llegando a Génova el 13 de octubre de 1909. Después de pasar unos meses derrochando una importante suma de dinero como anticipo de los derechos de representación de sus obras en Europa en diferentes ciudades italianas y francesas, enfermo de tuberculosis, murió a las 3 de la madrugada del 7 de noviembre de 1910 en el Hospital de Caridad «Fate Bene Fratelli» de Milán (Italia), donde había estado internado cinco días antes por una bronquitis en el pulmón izquierdo. El 21 de enero de 1921 sus restos mortales llegaron a Montevideo y fueron llevados al Panteón Nacional.

## Obra

### Obras dramáticas
- La gente honesta (sainete; estrenada el 26 de junio de 1903. Fue retitulada Los curdas).
- M'hijo el dotor (tragicomedia en tres actos; estrenada el 13 de agosto de 1903).
- Canillita (sainete, estrenado el 2 de octubre de 1903).
- Cédulas de San Juan (sainete en dos actos; estrenada el 7 de agosto de 1904).
- La pobre gente (comedia en dos actos, estrenada en octubre de 1904).
- La gringa (comedia en cuatro actos, estrenada el 21 de noviembre de 1904).
- Barranca abajo (tragedia en tres actos; estrenada el 26 de abril de 1905).
- Mano santa (sainete; estrenada el 9 de junio de 1905).
- En familia (tragedia en tres actos; estrenada el 6 de octubre de 1905).
- Los muertos (comedia en tres actos; estrenada el 23 de octubre de 1905).
- El conventillo (zarzuela en un acto, estrenada el 22 de junio de 1906).
- El desalojo (sainete; estrenada el 16 de julio de 1906).
- El pasado (comedia en tres actos; estrenada el 22 de octubre de 1906).
- Los curdas (sainete; estrenada el 2 de enero de 1907).
- La tigra (sainete; estrenada el 2 de enero de 1907).
- Moneda falsa (sainete; estrenada el 8 de enero de 1907).
- El cacique Pichuleo (zarzuela; estrenada el 9 de enero de 1907).
- Los derechos de la salud (comedia en tres actos; estrenada el 4 de diciembre de 1907).
- Nuestros hijos (comedia en tres actos; estrenada en junio de 1908).
- Marta Gruni (sainete; estrenada el 7 de julio de 1908)utilizada como texto para una ópera por Jaurés Lamarque Pons en 1967
- Un buen negocio (comedia en dos actos; estrenada el 2 de mayo de 1909).

### Obras periodísticas
- 1900, Cartas de un flojo
- 1903, El caudillaje criminal en Sudamérica

## Homenajes
- En 1920, en Salto Uruguay, el 7 de noviembre se le realizó un homenaje con la colocación de una placa en una de las vías de tránsito de la ciudad y la nominación de una calle. En ese homenaje el joven Enrique Amorim leyó un trabajo analizando la psicología de algunos personajes de Florencio Sánchez.[3]

- En 1948, la municipalidad de La Plata (provincia de Buenos Aires) ―por ordenanza n.º 1137― puso su nombre a la Diagonal 75.[4]
- En 1995, se publica el álbum musical Barranca Abajo (del Cuarteto de Nos). El álbum sigue la historia de José Barrancas, un hombre que vive diversas adversidades durante su vida (desde un fracaso comercial de una venta de almejas, hasta la historia de su muerte) basándose en los infortunios de Don Zoilo, de la obra homónima de Sánchez.
- En Argentina y Uruguay, en la fecha de su muerte (7 de noviembre) se conmemora el Día del Canillita (el vendedor de periódicos en la calle).
- La ciudad coloniense de Florencio Sánchez fue bautizada en su honor.
- En Rosario, Provincia de Santa Fe, Argentina, una plaza lleva su nombre. Plaza Florencio Sánchez
- Varias salas de espectáculos llevan el nombre de teatro Florencio Sánchez.
- Premio Florencio

## Filmografía
- 1943, Pasión imposible (1943) dirigida por Luis Bayón Herrera sobre la obra Los derechos de la salud
- 1937, Barranca abajo (1937) dirigida por José V. Grubert.
- 1954, La Tigra dirigida por Leopoldo Torre Nilsson.